# Jurij Szachmuradow
Jurij Awaniesowicz Szachmuradow (ros. Юрий Аванесович Шахмурадов; ur. 27 lutego 1942 w Cəbrayıl) – radziecki zapaśnik walczący w stylu wolnym. Olimpijczyk z Meksyku 1968, gdzie zajął szóste miejsce w kategorii 78 kg.

## Kariera
Mistrz świata w 1970. Mistrz Europy w 1966, 1967 i 1969 roku.
Mistrz ZSRR w 1967, 1968, 1969, 1970 i 1972; drugi w 1965 i 1966 roku. Zakończył karierę w 1972 roku.
Od 1972 do 1981 roku był głównym trenerem reprezentacji ZSRR w zapasach w stylu wolnym. Pod jego kierownictwem na igrzyskach olimpijskich w Montrealu i Moskwie radzieccy zapaśnicy stylu wolnego zdobyli 12 złotych medali. Działacz sportowy i naukowy. W latach 1991–1993 kierował drużyną narodową Turcji, w latach 1993–1995 pracował w zespole Włoch. Od 1996 roku szef reprezentacji Rosji, między innymi w Atlancie 1996. W latach 1997–2002 – starszy trener rosyjskiej narodowej drużyny zapaśniczej. Od 2002 roku kierował Centrum Szkoleń Olimpijskich w Dagestanie. W 2010 roku ponownie wszedł do sztabu szkoleniowego rosyjskiej drużyny zapaśniczej stylu wolnego. Od 16 kwietnia 2012 roku – główny trener zapaśniczej rosyjskiej drużyny. Od lutego 2019 roku trener reprezentacji młodzieżowej, U-23.
Odznaczony orderami: „Znak Honoru”, Przyjaźni Narodów, Rewolucji Październikowej, „Za zasługi dla Ojczyzny” i innymi.